# The United States vs. Billie Holiday
The United States vs. Billie Holiday é um filme de drama biográfico estadunidense dirigido por Lee Daniels baseado no livro Chasing the Scream de Johann Hari. É protagonizado por Andra Day no papel principal de Billie Holiday, junto com Trevante Rhodes, Natasha Lyonne, Da'Vine Joy Randolph e Garrett Hedlund. Foi lançado em 26 de fevereiro de 2021, pela Hulu. Andra Day foi aclamada pela crítica pela sua performance, sendo indicada ao Oscar de Melhor Atriz, vencendo o Globo de Ouro de melhor atriz em filme dramático e pela trilha sonora, vencendo o Grammy Award de Melhor Compilação de Trilha Sonora para Mídia Visual.

## Elenco
- Andra Day como Billie Holiday
- Trevante Rhodes como Jimmy Fletcher
- Garrett Hedlund como Harry J. Anslinger
- Natasha Lyonne como Tallulah Bankhead
- Da'Vine Joy Randolph como Roslyn
- Evan Ross como Sam Williams
- Dana Gourrier como Sadie
- Erik LaRay Harvey como Monroe
- Melvin Gregg como Joe Guy
- Miss Lawrence como Miss Freddy

## Produção
O desenvolvimento da cinebiografia de Billie Holiday foi anunciado em setembro de 2019, sob a direção de Lee Daniels. O papel titular de Holiday foi dado a Andra Day, com Trevante Rhodes, Garrett Hedlund e Natasha Lyonne também escalados. Evan Ross, Dana Gourrier e Erik LaRay Harvey foram anunciados no final daquele mês. O restante do elenco foi anunciado em outubro.
As filmagens começaram em 6 de outubro de 2019 em Montreal.